# 존 아일랜드

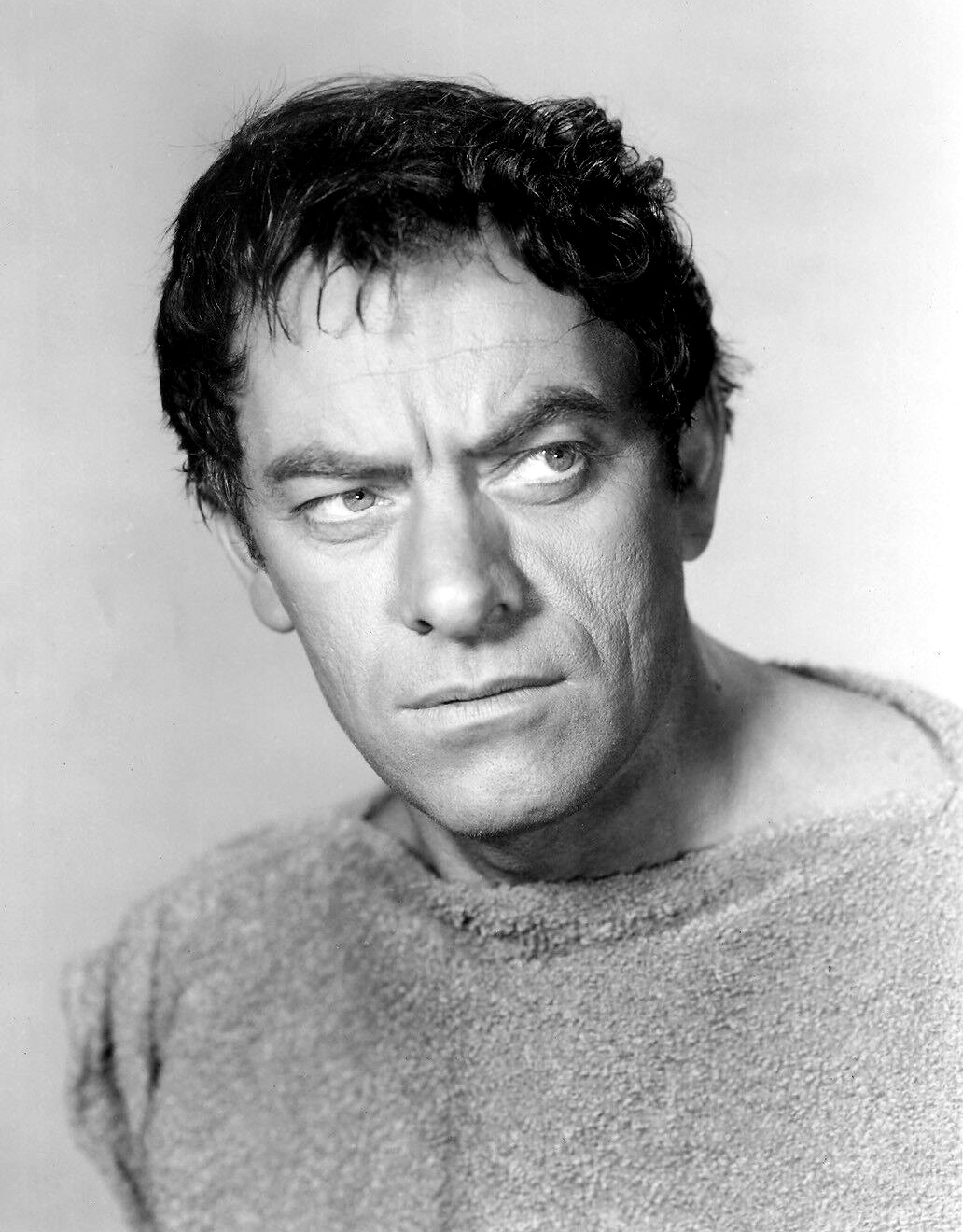

존 아일랜드(John Ireland, 본명: 존 벤저민 아일랜드, John Benjamin Ireland, 1914년 1월 30일 ~ 1992년 3월 21일)는 캐나다의 배우이다. 1949년 작품 모두가 왕의 부하들의 연기력을 인정받아 아카데미 남우조연상 후보에 오르면서 아카데미상 후보에 오른 최초의 밴쿠버 태생 배우가 되었다.
아일랜드는 황야의 결투, 붉은 강, 오케이 목장의 결투 (영화) 등의 여러 서부극 영화에서 조연을 맡았다. 스파르타쿠스 (영화), 북경의 55일, 잘 가요 내 사랑 등에서도 다른 역할을 맡았다.

## 생애
1914년 1월 30일 브리티시컬럼비아주 밴쿠버에서 태어났다. 어린 나이에 뉴욕 시티에서 살았다.

## 참여 작품
- 워크 인 더 선
- 황야의 결투
- 어 소던 양키
- 붉은 강
- 잔 다르크 (1948년 영화)
- 모두가 왕의 부하들
- 오케이 목장의 결투 (영화)
- 스파르타쿠스 (영화)
- 와일드 인 더 컨트리
- 북경의 55일
- 로마 제국의 멸망
- 빌라 라이즈
- 잘 가요 내 사랑
- 살롱 키티